# Xiu Xiu
Xiu Xiu [ʃuː ʃuː] är ett experimentellt indierockband från San José, Kalifornien. Bandets musik har influenser ifrån många olika genrer, däribland punkrock, noise och folkmusik. Texterna handlar ofta om depression.

## Medlemmar
Nuvarande medlemmar
- Jamie Stewart - sång, gitarr, synthesizer, programmering, munspel (2000-idag)
- Ches Smith - slagverk (2006-idag)
- Angela Seo - piano, synthesizer, programmering (2009-idag)
- Shayna Dunkelman - slagverk, m.m. (?-idag)

Tidigare medlemmar (urval)
- Cory McCulloch - basgitarr (2000-2002)
- Yvonne Chen - keyboard (2000-2002)
- Lauren Andrews - keyboard (2000-2003)
- Jherek Bischoff - keyboard, bas, gitarr (2003-2004)
- Caralee McElroy - keyboard (2004-2009)
- Devin Hoff - basgitarr (2007-2008)
- Sam Mickens - gitarr (2003-2004, 2011-?)
- Zac Pennington - sång (2011-?)

## Diskografi
Studioalbum
- 2002 – Knife Play
- 2003 – A Promise
- 2003 – Fag Patrol
- 2004 – Fabulous Muscles
- 2005 – La Forêt
- 2006 – The Air Force
- 2008 – Women As Lovers
- 2009 – A.E.M. Subscription Series #3 (Yellow)
- 2010 – Dear God, I Hate Myself
- 2012 – Always
- 2012 – The Green Corridor II (Chad VanGaalen & Xiu Xiu)
- 2013 – Nina
- 2014 – Angel Guts: Red Classroom
- 2014 – Unclouded Sky
- 2014 – I'm Keeping My Baby (soundtrack)
- 2017 – Forget
- 2019 – Girl with Basket of Fruit
- 2021 – Oh No
- 2024 – Ignore Grief
- 2024 – 13" Frank Beltrame Italian Stiletto With Bison Horn Grips

Livealbum
- 2005 – Live
- 2005 – Life and Live

EP
- 2002 – Chapel of the Chimes
- 2003 – Insound Tour Support Series No. 26 (Xiu Xiu / The Jim Yoshii Pile-Up)
- 2006 – Australian / New Zealand Tour EP
- 2006 – Tu mi piaci
- 2006 – Creepshow (Pregnancy Series Vol. V) (Xiu Xiu / Grouper)
- 2009 – A.E.M. Subscription Series #4 (Green)
- 2014 – Stupid in the Dark (Remixes)